# Il silenzio (romanzo Don DeLillo)
Il silenzio (The Silence) è un romanzo breve di fantascienza apocalittica dello scrittore Don DeLillo pubblicato nel 2020.
L'opera narra, nell'arco di sei ore le conseguenze di un improvviso blackout informatico mondiale.

## Storia editoriale
Il romanzo breve, scritto poche settimane prima dello scoppio della pandemia di Covid-19, è stato pubblicato per la prima volta nel 2020 con la casa editrice Scribner, tradotto in italiano per la casa editrice Einaudi nel 2021.

## Trama
(Don DeLillo, Il silenzio)
Jimm Kripps e sua moglie Tessa Berens sono di ritorno da una vacanza a Parigi, in volo verso New York, dove hanno un appuntamento a casa di amici a Manhattan per vedere la finale del Super Bowl LVI in diretta televisiva. L'aereo ha un'avaria e atterra in emergenza. I due coniugi, feriti, si fanno medicare in un ospedale intasato di pazienti, non prima di aver consumato un veloce rapporto sessuale nel bagno del pronto soccorso. Si apprende che tutte le strumentazioni elettroniche hanno inspiegabilmente smesso di funzionare, causando vari incidenti.
Nel frattempo la professoressa di fisica in pensione Diane Lucas e il marito Max Stenner, stanno per vedere la finale del Super Bowl in compagnia dell'ex allievo di Diane, Martin Decker, aspettando l'arrivo dei due amici da Parigi. Improvvisamente il televisore smette di funzionare; lo schermo diventa nero e i cellulari non hanno più linea. Le luci elettriche si spengono. La situazione diventa paradossale quando i tre adottano comportamenti illogici e iniziano discorsi incoerenti. Quando Jim e Tessa arrivano raccontano brevemente la loro avventura. Si ipotizzano ipotesi strampalate sul blackout. Stanchi, i due nuovi arrivati vanno a riposarsi nella camera da letto dei padroni di casa, per il disappunto di Diane. Max si ostina ad aspettare la ripresa della diretta dell'incontro, farfugliando la cronaca inventata della partita. Diane tenta uno svogliato approccio sessuale con Martin. Max continua a guardare lo schermo nero del televisore.

## Edizioni
- (EN) Don DeLillo, The Silence, 1ª ed., New York, Scribner, 2020, ISBN 978-1-982164-55-3.
- (DE) Don DeLillo, Die Stille, traduzione di Frank Heibert, Kiepenheuer & Witsch, 2020, ISBN 978-3-462-00128-0.
- Don DeLillo, Il silenzio, traduzione di Federica Aceto, Torino, Einaudi, 2021, ISBN 978-88-06-24841-3.